# Spharion
Spharion, é um livro infanto-juvenil de ficção científica escrito por Lúcia Machado de Almeida (1910–2005); faz parte da Série Vaga-Lume. Foi publicado originalmente no Brasil em 1979, com o subtítulo Aventuras de Dico Saburó, pela Editora Ática.
Este livro rendeu a Lúcia Machado de Almeida o Premio Brasília de Literatura, concedido anualmente pela Fundação Cultural do Distrito Federal, em 1980.